# Mîlți, Stara Vîjivka
Mîlți (în ucraineană Мильці) este un sat în comuna Sokolîșce din raionul Stara Vîjivka, regiunea Volînia, Ucraina.

## Demografie
Componența lingvistică a localității Mîlți
     Ucraineană (96,84%)
     Rusă (3,16%)
Conform recensământului din 2001, majoritatea populației localității Mîlți era vorbitoare de ucraineană (96,84%), existând în minoritate și vorbitori de rusă (3,16%).